# Majuria
Majuria is een bestuurslaag in het regentschap Banyuasin van de Indonesische provincie Zuid-Sumatra. Majuria telt 1242 inwoners (volkstelling 2010).
Majuria ligt op ongeveer 60 kilometer ten noorden van de provinciehoofdstad Palembang.